# دمسيسة كثيرة الوبر
دمسيسة كثيرة الوبر (الاسم العلمي: Ambrosia villosissima) هي نوع من النباتات تتبع جنس الدمسيسة من الفصيلة النجمية.